# Na ispug
Czołg NI (ros. Танк НИ, «На испуг» – Na ispug) – radzieckie improwizowane opancerzone wozy bojowe z okresu II wojny światowej, popularnie znane jako czołgi Na ispug (pol. "na postrach"), w skrócie NI. Powstawały głównie z połączenia kadłuba ciągnika STZ-5 obudowanego arkuszami blachy i wieży czołgu lekkiego T-26 Model 1931 uzbrojonej w karabin maszynowy. 20 sierpnia 1941 z fabryki wyjechała pierwsza sztuka. Dwie sztuki NI pierwszy raz były użyte bojowo we wrześniu 1941.